# Angletrax
Angletrax war eine britische New-Wave-/Electro-/Post-Punk-Band, die in den 1970er Jahren existierte.
Die Alben der Band wurden auf dem Label Hansa Records veröffentlicht.

## Diskografie
- 1979: Angletrax (LP)
- 1979: Things to Make and Do (EP)